# Aleksander Chłopek
Aleksander Antoni Chłopek (Chrzanów; 13 de Dezembro de 1946 —) é um político da Polónia. Ele foi eleito para a Sejm em 25 de Setembro de 2005 com 5366 votos em 29 no distrito de Gliwice, candidato pelas listas do partido Prawo i Sprawiedliwość.